# Ashi Mayeum Choying Wangmo Dorji
Ashi Mayeum Choying Wangmo Dorji era a mãe da rainha avó Ashi Kesang Choden de Butão. Ela também era conhecida como Rani Choying Wangmo Dorji. Ela é mais conhecida por projetar a bandeira de Butão. Quando ela morreu, em 1994, foi cremada. 

## Obra
Ela criou a bandeira quando sua filha solicitou uma bandeira que representasse o Butão; era necessária para a primeira conferência asiática em Nova Deli em 23 de março de 1947, para a qual o Butão foi convidado a participar, juntamente com 27 outros países asiáticos. Mayeum Choying Wangmo Dorji e o então primeiro-ministro butanês, Lonchen Jigme Palden Dorji, representaram o Butão na conferência. 
Mayeum Choying Wangmo Dorji escolheu o Dragão como o símbolo do Reino de Druk (Butão é por vezes referido como o Reino do Dragão) e as cores amarelo e laranja para as cores da bandeira como as cores da religião budista.
Ela era profundamente religiosa e iria doar grandes quantias de dinheiro para construir templos e mosteiros. 

## Título
Embora ela nunca foi um parente de sangue da dinastia Wangchuck, foi concedido um título real por ser avó do rei.
- Sua Alteza Real [3] Mayeum Choying Wangmo Dorji, a avó Real.